# ۱۳ فروردین
۱۳ فروردین سیزدهمین روز از سال در گاه‌شماری خورشیدی است. به پایان سال ۳۵۲ روز (۳۵۳ روز در سال کبیسه) باقی‌است.

## رویدادها
- ۱۴۰۳ - حمله هوایی به کنسولگری ایران در دمشق

## زادروزها
- ۱۲۴۷ - وثوق‌الدوله، سیاستمدار
- ۱۳۲۲ - ژاله کاظمی، گوینده
- ۱۳۳۵ - محمود فرهمند، موسیقی‌دان
- ۱۳۴۱ - پرستو فروهر، فرزند داریوش فروهر و پروانه اسکندری
- ۱۳۶۰ - کینگ رام، خواننده
- ۱۳۶۳ - شیث رضایی، فوتبالیست
- ۱۳۶۷ - وحید امیری، فوتبالیست
- ۱۳۷۰ - مسعود غلامی، والیبالیست
- ۱۳۷۳ - بهمن تیموری، کشتی‌گیر

## درگذشت‌ها
- ۱۲۷۵ - محمدحسن اعتمادالسلطنه، نویسنده و سیاستمدار
- ۱۳۵۹ - حسین نوری، کشتی‌گیر
- ۱۳۸۲ - کاوه گلستان، فیلم‌بردار
- ۱۳۸۵ - علی‌اکبر صنعتی، نقاش و مجسمه‌ساز
- ۱۳۹۴ - سکینه ضیایی، همسر سید روح‌الله خاتمی و مادر سید محمد خاتمی
- ۱۳۹۸ - جمشید مشایخی، بازیگر
- ۱۴۰۳ - رضا داوودنژاد، بازیگر
- ۱۴۰۳ - محمدهادی حاج‌رحیمی، معاون هماهنگ‌کننده نیروی قدس سپاه پاسداران انقلاب اسلامی و سرتیپ سپاه پاسداران انقلاب اسلامی
- ۱۴۰۳ - محمدرضا زاهدی، از فرماندهان ارشد نیروی قدس سپاه پاسداران انقلاب اسلامی

## مناسبت‌ها
- ایران - روز طبیعت (سیزده‌به‌در)